# Golden Camera

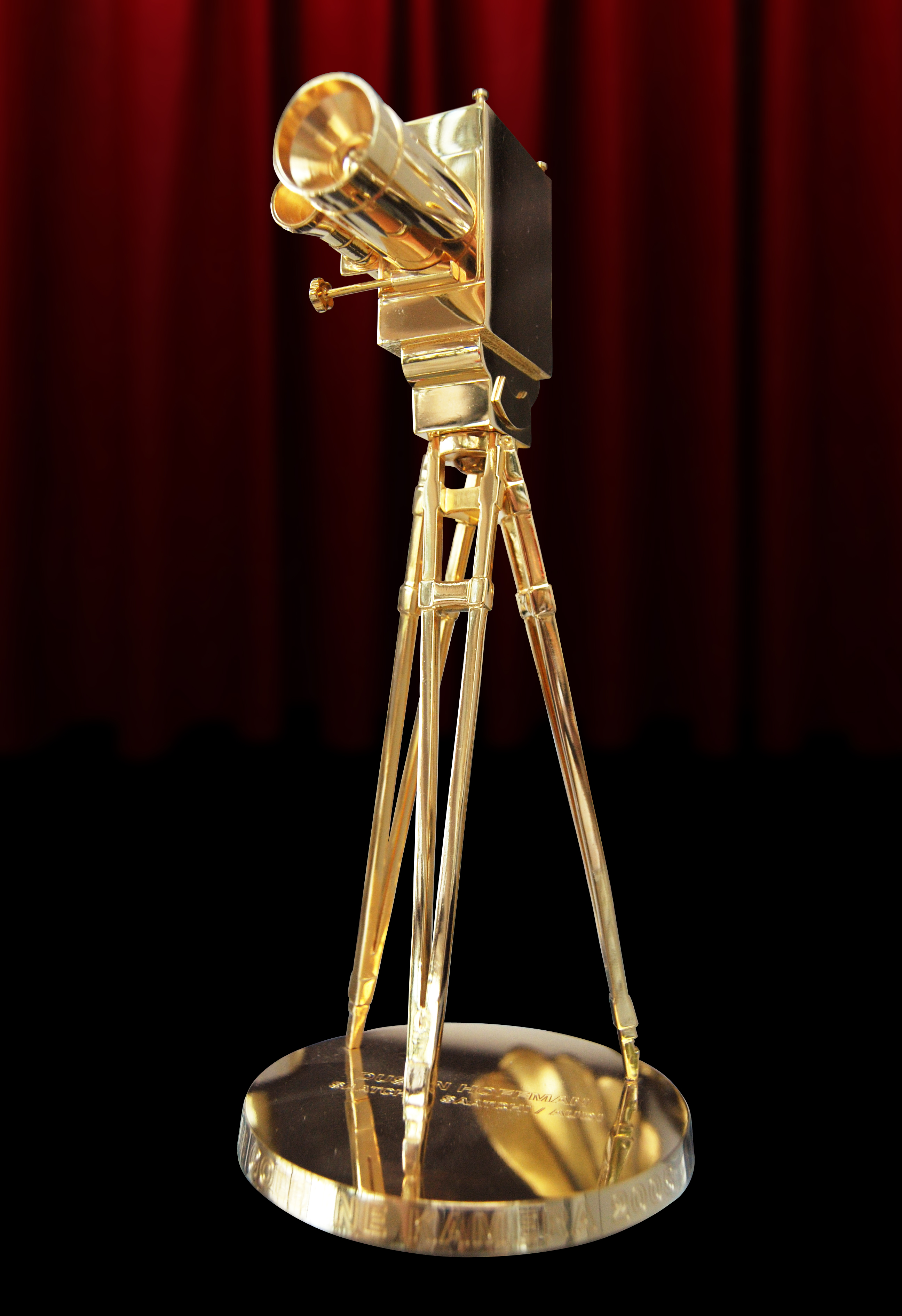
La Goldene Kamera

La Goldene Kamera o Golden Camera (Telecamera d'Oro) è un premio televisivo-cinematografico tedesco che viene assegnato annualmente dalla rivista televisiva HÖRZU dal 1965, per categorie non fisse.

## Storia
L'assegnazione del riconoscimento non è limitata a film e programmi televisivi, anche se questi sono i cardini del premio. È l'unico premio che prevede del denaro, attualmente 20.000 euro. Il premio, che fu creato dall'artista berlinese Wolfram Beck, è un modellino di telecamera, alto circa 25 centimetri, pesante 600 grammi e fatto di argento dorato.
Inizialmente il premio veniva assegnato in un ambito piuttosto ristretto; ora viene invece consegnato nell'ambito di un grande gala televisivo, anche attraverso i voti dei lettori di HÖRZU.